# Hornindalsvatnet
Hornindalsvatnet je najgloblje jezero na Norveškem in v Evropi in trinajsto najgloblje jezero na svetu, uradno izmerjena globina 514 metrov. Leži na nadmorski višini 53 metrov, kar pomeni, da je njeno dno 461 metrov pod morsko gladino.
Vas Grodås leži na vzhodnem koncu jezera v občini Volda v okraju Møre og Romsdal, vas Mogrenda pa je na zahodnem koncu jezera v občini Stad v okrožju Vestland. V bližini jezera poteka evropska cesta E39. Vas Heggjabygda in cerkev Heggjabygda ležita na severni obali jezera.
Njegova prostornina je ocenjena na 12 kubičnih kilometrov, njegova površina je 50 kvadratnih kilometrov in je po površini na 19. mestu med norveškimi jezeri. Glavni odtok je reka Eidselva, ki se izliva v Eidsfjorden, krak ob glavnem Nordfjordnu.
Najgloblja točka jezera je bila raziskana z ROV (Remotely operated underwater vehicle - Daljinsko vodeno podvodno vozilo) leta 2006. Na jezerskem dnu so odkrili manjšo belo ribo – verjetno novo vrsto jezerske zlatovčice 
(Salvelinus alpinus). Prej je bila najdena tudi v jezeru Tinn, tretjem najglobljem jezeru na Norveškem.
Jezero je tudi prizorišče maratona Hornindalsvatnet, ki poteka vsako leto julija.

## Geografija
Jezero je dolgo 24 kilometrov, najširše pa 3,3 kilometra. S povprečnim letnim pretokom 729 milijonov m³ teoretično traja 16,5 let, preden se zamenja vsa voda (starejši viri navajajo 40 let). Voda v jezeru je popolnoma bistra in brez zelenkaste barve kot v drugih jezerih v Nordfjordu (na primer Oldevatnet), ker nima dovoda stopljene vode iz ledenikov.[8] Medtem ko imajo druga jezera v Nordfjordu poleti vidljivost od 2 do 6 metrov, ima Hornindalsvannet več kot 20 metrov vidljivosti.
Pred zadnjo ledeno dobo je fjord verjetno segal do Grodåsa. Ob koncu zadnje ledene dobe (mlajši trias) je ledenik napredoval in verjetno segal do Nordfjorda do zahodnega konca (iztoka) jezera in zgradil veliko ledeniško ravnino proda (ledene robne usedline) na Nor približno 15 metrov nad takratno gladino morja (danes 55 metrov). Proti sedanjemu Nordfjordeidu so bile debele plasti gline odložene pod takratno gladino morja. Amund Helland je leta 1870 izmeril vodo do globine 486 metrov. Leta 1931 so jezero s parnikom Dølen izmerili na 514 metrov in takrat ugotovili, da je najgloblje v Evropi. Okoliške gore se večinoma strmo spuščajo v vodo. Jezero je bilo le redko popolnoma zaledenelo do konca januarja, zgodilo pa naj bi se, da je led ostal do konca maja. Hornindalsvatnet ima razmeroma malo hranil.
Voda ima dobro populacijo rib, z jezersko zlatovščico, postrvjo, jeguljo in lososom. Losos in jegulja prihajata iz Nordfjorda in naprej po reki Eidselvi ter v Hornindalsvatnet. Postrvi se selijo iz globljih plasti vode na sipine v Grodåsu, kjer se drstijo. Postrvi se dvigajo v Horndølo in druge manjše reke in potoke.
V zadnjih letih je bila večina prebivališč okoli jezera priključena na sodobno čistilno napravo, kar pomeni, da največji vir nečistoč v vodi zdaj izvira iz kmetijstva in padavin.